# Stora Gäddgölen (Horns socken, Östergötland)
Stora Gäddgölen är en sjö i Kinda kommun i Östergötland och ingår i Motala ströms huvudavrinningsområde.